# بطولة العالم للدراجات على المضمار 1899
بطولة العالم للدراجات على المضمار 1899 هي الدورة ال7 من بطولة العالم للدراجات على المضمار، أجريت في مونتريال، كندا.

## النتائج النهائية
| المسابقة                              | ذهبية                    | فضية               | برونزية                        |
| ------------------------------------- | ------------------------ | ------------------ | ------------------------------ |
| الرجال                                |                          |                    |                                |
| السرعة الفردية                        | مارشال تايلور (USA)      | Tom Buttler (USA)  | Gaston Courbe D'outrelon (FRA) |
| سباق مطاردة الدراجة النارية للهواة    | جون نيلسون (دراج) (USA)  | روبرت جودسون (AUS) | وليام ريدل (CAN)               |
| سباق مطاردة الدراجة النارية للمحترفين | هاري جيبسون (دراج) (CAN) | هيو ماكلين (USA)   | Ken Boake (USA)                |